# Länsväg 214
De Zweedse weg 214 (Zweeds: Länsväg 214) is een provinciale weg in de provincie Södermanlands län in Zweden en is circa 51 kilometer lang.

## Plaatsen langs de weg
- Läppe
- Äsköping
- Skogstorp

## Knooppunten
- Riksväg 52 bij Läppe (begin)
- Riksväg 56 bij Äsköping
- Länsväg 230 (richting Eskilstuna) bij Skogstorp (einde)